# Choi Jum-hwan
Choi Jum-hwan  (* 9. Juni 1963 in Busan, Südkorea) ist ein ehemaliger südkoreanischer Boxer im Halbfliegen- und Strohgewicht. 

## Profikarriere
Im Jahre 1983 begann er erfolgreich seine Profikarriere. Am 7. Dezember 1986 boxte er im Halbfliegengewicht gegen Cho-Woon Park um den Weltmeistertitel des Verbandes IBF und siegte nach Punkten. Diesen Titel verlor er in seiner vierten Titelverteidigung im November 1988 an Tacy Macalos.
Am 12. November des darauffolgenden Jahres, bereits in seinem nächsten Kampf, wurde er im Strohgewicht WBC-Weltmeister, als er Napa Kiatwanchai in der 12. Runde durch technischen K. o. besiegte. Im Februar des darauffolgenden Jahres verlor er den Titel bereits in seiner ersten Titelverteidigung gegen Hideyuki Ōhashi durch K. o. in der 9. Runde und beendete daraufhin seine Karriere.